# Hong Kong Observatory
Das Hong Kong Observatory, kurz HKO (chinesisch 香港天文台, Pinyin Xiānggǎng Tiānwén Tái, Jyutping Hoeng1gong2 Tin1man4 Toi4), vor 1997 auch als Royal Observatory Hong Kong (皇家香港天文台) bekannt, ist eine Abteilung der Stadtverwaltung von Hongkong. Das HKO ist dem Commerce and Economic Development Bureau, kurz CEDB (商務及經濟發展局) der Hongkonger Stadtregierung unterstellt. Das Observatorium führt Wettervorhersagen durch und gibt Warnungen zu wettergebundenen Risiken heraus. Es überwacht darüber hinaus die Höhe der Strahlung in Hongkong und bewertet diese. Schließlich stellt es meteorologische und geophysikalische Dienste zur Verfügung, um den entsprechenden öffentlichen Bedarf zu decken und ebenso den der Schifffahrt, des Flugverkehrs, der Industrie und der Ingenieurwissenschaften.

## Überblick
Das Observatorium wurde 1883 vom neunten Gouverneur von Hongkong, Sir George Bowen, gegründet. Frühe Aufgaben umfassten meteorologische und magnetische Beobachtungen, die Bereitstellung einer auf astronomischen Beobachtungen basierenden lokalen Zeit und einen Warndienst für tropische Wirbelstürme.
Das Hong Kong Observatory wurde 1883 in Tsim Sha Tsui auf der Kowloon-Halbinsel erbaut. Das Observatorium ist wegen der schnellen Urbanisierung heute von Wolkenkratzern umgeben, sein Standort wurde trotz des durch ungünstigen Stadtklimas nicht verlegt. 2002 eröffnete das Observatorium ein öffentliches Büro im 23. Stockwerk des nahegelegenen Miramar Towers, in dem die Publikationen des Observatoriums erworben werden können und der Zugang zu anderen meteorologischen Informationen möglich ist.

## Gebäude des Observatoriums

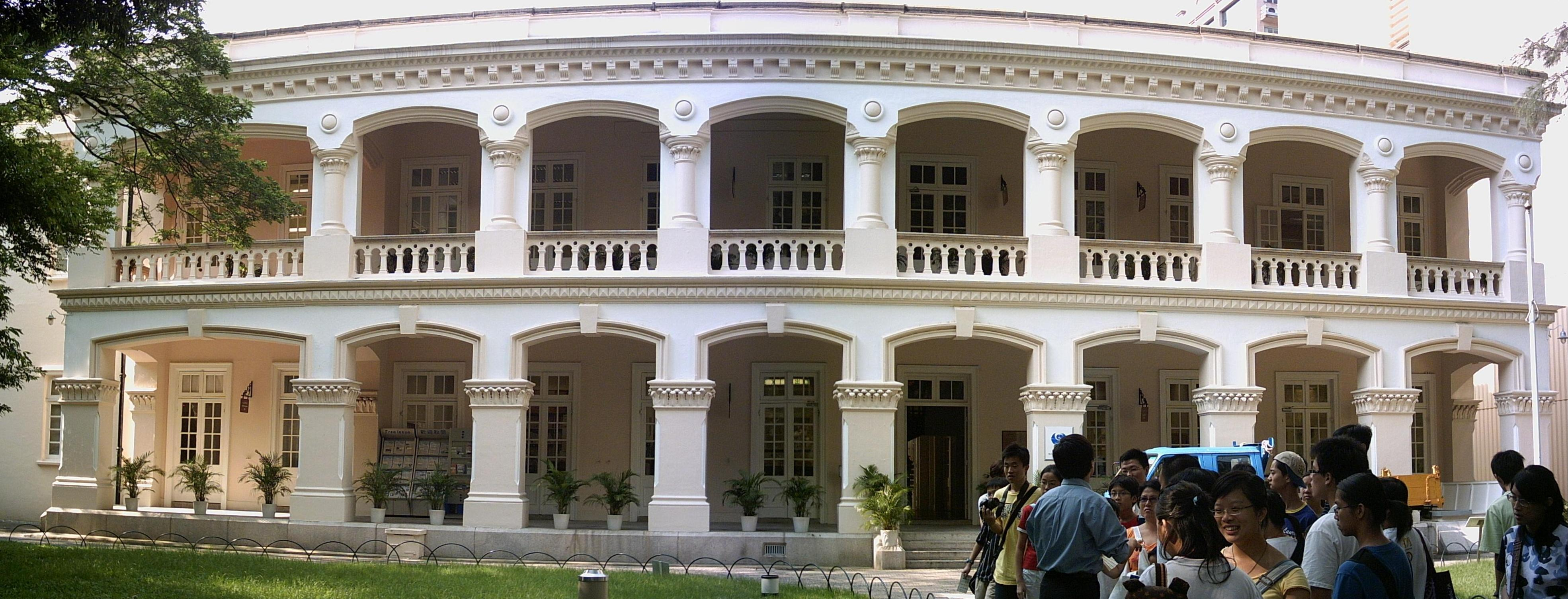
Das Gebäude von 1883

Das 1883 erbaute alte Observatoriumsgebäude befindet sich auf der Observatory Road (天文台道) in Tsim Sha Tsui auf der kurzen 200 m lange Verbindungsstraße zum Hauptverkehrsaders Nathan Road in Kowloon. Es ist ein zweigeschossiges verputztes Ziegelbauwerk, das sich durch Bogenfenster und lange Veranden auszeichnet. In ihm ist heute das Büro des Direktorats und das Verwaltungszentrum des Observatoriums untergebracht.
In unmittelbarer Nähe direkt neben dem Grundstück des alten Observatoriumsgebäudes befindet sich das Centenary Building (百週年記念大樓 – „Hundertjahrfeier-Gebäude“). Es ist die Hauptstelle des Hong Kong Observatory und wurde 1983 zum Gedenken an die Hundertjahrfeier des Observatoriums errichtet.

## Öffentlichkeitsarbeit

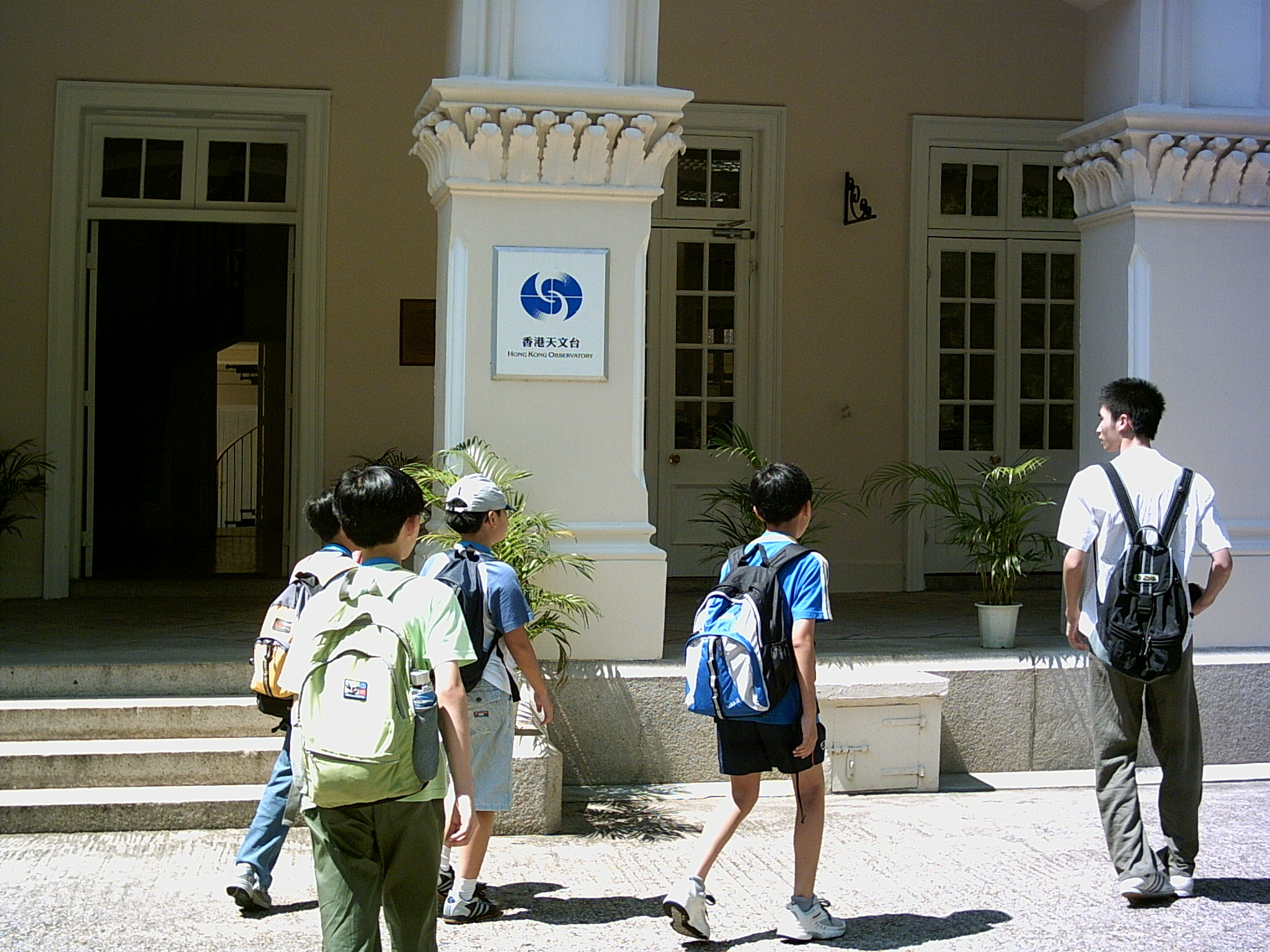
Junge Besucher am Observatorium

Die „Freunde des Observatoriums“ (Friends of the Observatory), ein 1996 zur Unterstützung der Öffentlichkeitsarbeit des Observatoriums gegründeter Förderverein, hat mehr als 7.000 Mitglieder. Er vermittelt Zugang zu den wissenschaftlichen Aktivitäten und fördert den Austausch zwischen dem Observatorium und der Öffentlichkeit. Die Veranstaltungen des Fördervereins umfassen regelmäßige wissenschaftliche Vorträge und Besuche der Einrichtungen des Observatoriums. Jeden vierten Monat erscheint für die Mitglieder des Fördervereins ein Mitteilungsblatt (Name der Zeitschrift: 談天說地). Für die Öffentlichkeit sind nach Voranmeldung durch Mitglieder des Fördervereins ehrenamtlich geführte Rundgänge möglich, die einen Besuch der Zentrale des Observatoriums beinhalten, und in denen Informationen zur Geschichte des Observatoriums, seiner Umgebung und zur dort angewandten meteorologischen Wissenschaft vermittelt werden.
Das Observatorium organisiert regelmäßig Besuche für Schüler weiterführender Schulen. Dieses Vermittlungsprogramm wurde in den letzten Jahren auch auf andere Gruppen ausgeweitet, so etwa auf Grundschüler, Senioren und öffentlich Beschäftigte. Im Winter, wenn die Mitarbeiter des Observatoriums meist nicht von ernsten Wetterangelegenheiten und Überwachung in Anspruch genommen sind, halten sie Vorträge in Grundschulen. 2003 wurde darüber hinaus eine öffentliche Wanderausstellung in großen Warenhausketten durchgeführt. Um das Verständnis der Öffentlichkeit für die Dienste des Observatoriums und den Nutzen seiner Tätigkeit zu fördern, wurden 2003 mehr als 50 Presseverlautbarungen herausgegeben und sieben Pressekonferenzen abgehalten.